# Antyllos
Antyllos, latinisiert Antyllus, im Deutschen auch Antyll genannt, war ein griechischer Arzt, der um das 2. Jahrhundert n. Chr. lebte. Er erwarb sich große Verdienste um die Chirurgie, Therapie und mit klimatologischen und meteorologischen Schriften um die Diätetik.
Antyllos, ein Angehöriger der antiken Ärzteschule der Pneumatiker, beschrieb die Knochen- und Gelenkresektion, die Behandlung von Fisteln und Narbenkontrakturen, gab Anweisungen zur Versorgung von Gefäßverletzungen (Operation und Blutstillung) und übte die nach ihm benannte Methode der Operation kleiner (traumatischer) Aneurysmen durch doppelte Unterbindung (Ligatur) des verletzten Gefäßes sowie Ausräumung (Exstirpation des Aneurysmasackes) aus. Auch wird ihm unter anderem die Erfindung einer Extraktionsmethode des grauen Stars („Schnittentbindung zerstückelter Linsen“) und die Durchführung des Luftröhrenschnitts und die chirurgische Eröffnung des Wasserbruchs zugeschrieben. Er schrieb ein die ganze Heilkunde umfassendes, vor allem in den chirurgischen Textes ein hohes Niveau zeigendes, Werk von welchem sich nur noch Fragmente unter anderem in den Werken  des griechischen Arztes Oreibasios (4. Jahrhundert) und des byzantinischen Mediziners Aëtios von Amida finden.